# Brookville (Ohio)
Brookville is een plaats (village) in de Amerikaanse staat Ohio, en valt bestuurlijk gezien onder Montgomery County.

## Demografie
Bij de volkstelling in 2000 werd het aantal inwoners vastgesteld op 5289.
In 2006 is het aantal inwoners door het United States Census Bureau geschat op 5313, een stijging van 24 (0,5%).

## Geografie
Volgens het United States Census Bureau beslaat de plaats een oppervlakte van
8,7 km², geheel bestaande uit land. Brookville ligt op ongeveer 319 m boven zeeniveau.

## Plaatsen in de nabije omgeving
De onderstaande figuur toont nabijgelegen plaatsen in een straal van 12 km rond Brookville.